# コルス (マスコットキャラクター)
コルス（Corse）は、Bリーグ・横浜ビー・コルセアーズのマスコットキャラクター。

## 概要
サンリオでハローキティ等、多くのキャラクターデザインに携わったCLEAF/百瀬博之がデザイン。コンセプトは「ブースターのシンボルとしてチームを応援し、夢の実現のために貢献できるキャラクター」であること。横浜、海賊とのキーワードから【海（BEACH）から生まれた少年】をイメージされている。2011年9月に意匠が発表されたが、その時点では名称は未定であり、後援会員の投票により2011年10月13日に『コルス』として発表された。
コルスは海から生まれた波の髪を持つ、水瓶座の8歳の少年で 彼の父親は横浜ビー・コルセアーズのプライマリーロゴに描かれている海賊船長Mr.CORSAIR。明るく素直な性格で海賊仲間の人気者であり、将来の夢はプロのバスケットボール選手になることである。

## エピソード
- 一般社団法人横浜青年会議所が展開している、横浜市内18区の様々な地域の魅力を発信している横浜市19区目のバーチャル区「横浜スマイル区」のイメージキャラクターを務めている[4]。
- 特技は「I LOVE 横浜ダンス」である[5]。
- ライバルは横浜F・マリノスのマスコットであるマリノスケ[5]。
- バスケットボールスピリッツ誌のBリーグマスコット紹介では、全マスコット中で「遭遇レア度」が一位だった。同誌におけるコルスのコメントは「ぼくは立派な海賊になるために修行中だから、アリーナにいないこともあるんだ！」[5]。
- 2017-18シーズンまでは激しい動きは苦手だったが、2018-19シーズンはコルスチャレンジでスポーツをパフォーマンスに取り入れた。さらに2019-20シーズンからは以前とは別人のようにダンスなどのパフォーマンス能力が格段に向上しており、特にB-ROSEのダンスに関してメンバーと同等かそれ以上のパフォーマンスを発揮していることで周囲を驚かせている。
- 2017-18シーズンはシーズンを通して試合会場などへのコルスの登場回数が激減したため、来期以降の契約が危ぶまれたが、2018年6月27日に2018-19シーズンにおけるチームマスコットとしての契約が発表された[6]。2018-19シーズン以降はシーズン毎の単年度契約になるのかなど、契約の詳細は発表されていない。
- 2018-19シーズンのホーム開催のリーグ戦では、全試合のホーム会場に登場しコルスチャレンジなど新しい試みに挑戦したが、ポストシーズンの残留プレーオフやイベントではホーム試合会場に一切姿を見せなかった。このため新シーズンの契約が危ぶまれたが、2019年8月3日に行われたファンミーティングでチームマスコットとしての契約が発表された[7]。
- 当キャラクターのサブライセンス権を含む著作権はデザインの著作者である百瀬博之に帰属している[8]。

## B.LEAGUE MASCOT OF THE YEAR
- 2017-18シーズン　：　選外(11位以下)　(32マスコット参加）[9]
- 2018-19シーズン　：　16位　(33マスコット参加）[10]
- 2019-20シーズン　：　8位　(33マスコット参加）[11]

```
*2020-21シーズン　：　8位　(34マスコット参加）
```

## コルスチャレンジ
2018-19シーズンは、横浜ビー・コルセアーズのホームゲームでコルスが課題にチャレンジし成功した場合にはブースターにプレゼントを行う｢コルスチャレンジ｣がスタートした。
29回チャレンジのうち15回を成功させており成功率は51.7%である。
- 第1回　2018年10月17日　2018-19　B1 第3節　横浜-富山　横浜文化体育館　お題｢フラフープ 3回｣　：失敗(0回）（お米5kg キャリーオーバー）
- 第2回　2018年10月20日　2018-19　B1 第4節　横浜-滋賀　横浜国際プール　お題｢おおなわ飛び　3回｣　：失敗(0回）（お米10kg キャリーオーバー）
- 第3回　2018年10月21日　2018-19　B1 第4節　横浜-滋賀　横浜国際プール　お題｢会場を黄色に染めろ！｣[注 1]：成功（お米15kg プレゼント）
- 第4回　2018年10月24日　2018-19　B1 第5節　横浜-新潟　横浜国際プール　お題｢かぼちゃ割り｣[注 2]　：失敗（お米5kg キャリーオーバー）
- 第5回　2018年11月3日　2018-19　B1 第7節　横浜-新潟　横浜国際プール　お題｢バッティング｣[注 3]　：失敗（お米10kg キャリーオーバー）
- 第6回　2018年11月4日　2018-19　B1 第7節　横浜-新潟　横浜国際プール　お題｢赤白旗上げ｣　：成功（お米15kg プレゼント）
- 第7回　2018年11月7日　2018-19　B1 第8節　横浜-三遠　横浜国際プール　お題｢バドミントン｣：失敗（お米5kg キャリーオーバー）
- 第8回　2018年11月17日　2018-19　B1 第10節　横浜-福岡　横浜国際プール　お題｢クイズ（自由の女神が松明を掲げているのは右手か左手か？)｣：成功(右手)（お米10kg プレゼント）
- 第9回　2018年11月18日　2018-19　B1 第10節　横浜-福岡　横浜国際プール　お題｢シャッフルクイズ｣：成功（お米5kg プレゼント）
- 第10回　2018年11月23日　2018-19　B1 第11節　横浜-琉球　横浜国際プール　お題｢ボウリング (3本)｣：成功（お米5kg プレゼント）
- 第11回　2018年11月24日　2018-19　B1 第11節　横浜-琉球　横浜国際プール　お題｢ボウリング (6本)｣：失敗（お米5kg キャリーオーバー）
- 第12回　2018年12月15日　2018-19　B1 第14節　横浜-大阪　横浜国際プール　お題｢アシスト｣：失敗（お米10kg キャリーオーバー）
- 第13回　2018年12月16日　2018-19　B1 第14節　横浜-大阪　横浜国際プール　お題｢おおなわ飛び　3回｣：成功（お米15kg プレゼント）
- 第14回　2018年12月22日　2018-19　B1 第15節　横浜-東京　横浜国際プール　お題｢バッティング｣[注 4]　：失敗（お米5kg キャリーオーバー）
- 第15回　2018年12月23日　2018-19　B1 第15節　横浜-東京　横浜国際プール  お題｢ボウリング (6本)｣：失敗（お米10kg キャリーオーバー）
- 第16回　2019年1月5日　2018-19　B1 第18節　横浜-名古屋　横浜国際プール  お題｢コンバージョンキック（相手がキャッチしたら成功）｣：成功（お米15kg プレゼント）
- 第17回　2019年1月6日　2018-19　B1 第18節　横浜-名古屋　横浜国際プール  お題｢輪投げ｣：成功（お米5kg プレゼント）
- 第18回　2019年1月23日　2018-19　B1 第20節　横浜-川崎　横浜国際プール  お題｢皿回し｣：失敗（お米5kg キャリーオーバー）
- 第19回　2019年1月30日　2018-19　B1 第22節　横浜-三河　横浜国際プール  お題｢平均台｣：成功（お米10kg プレゼント）
- 第20回　2019年2月1日　2018-19　B1 第23節　横浜-三遠　平塚総合体育館　お題｢キックターゲット｣：失敗（お米5kg キャリーオーバー）
- 第21回　2019年2月2日　2018-19　B1 第23節　横浜-三遠　平塚総合体育館　お題｢テニス｣：失敗（お米10kg キャリーオーバー）
- 第22回　2019年3月9日　2018-19　B1 第26節　横浜-千葉　横浜国際プール　お題｢パターゴルフ｣：成功（お米15kg プレゼント）
- 第23回　2019年3月23日　2018-19　B1 第29節　横浜-栃木　横浜国際プール　お題｢ダブルボール回し10秒キープ｣：成功（お米5kg プレゼント）
- 第24回　2019年3月24日　2018-19　B1 第29節　横浜-栃木　横浜国際プール　お題｢テーブルクロス引き｣：成功（お米5kg プレゼント）
- 第25回　2019年3月30日　2018-19　B1 第31節　横浜-川崎　横浜国際プール　お題｢けん玉｣：失敗（お米5kg キャリーオーバー）
- 第26回　2019年3月31日　2018-19　B1 第31節　横浜-川崎　横浜国際プール　お題｢リボン投げキャッチ｣[注 5]　：失敗（お米10kg キャリーオーバー）
- 第27回　2019年4月10日　2018-19　B1 第34節　横浜-三河　平塚総合体育館　お題｢バレーボール｣[注 6]　：成功（お米15kg プレゼント）
- 第28回　2019年4月13日　2018-19　B1 第35節　横浜-富山　横浜文化体育館　お題｢ジェスチャークイズ｣[注 7]　：成功（田植え）（お米5kg プレゼント）
- 第29回　2019年4月14日　2018-19　B1 第35節　横浜-富山　横浜文化体育館　お題｢浮き輪投げ｣[注 8]　：成功（お米5kg プレゼント）

### チャレンジの様子

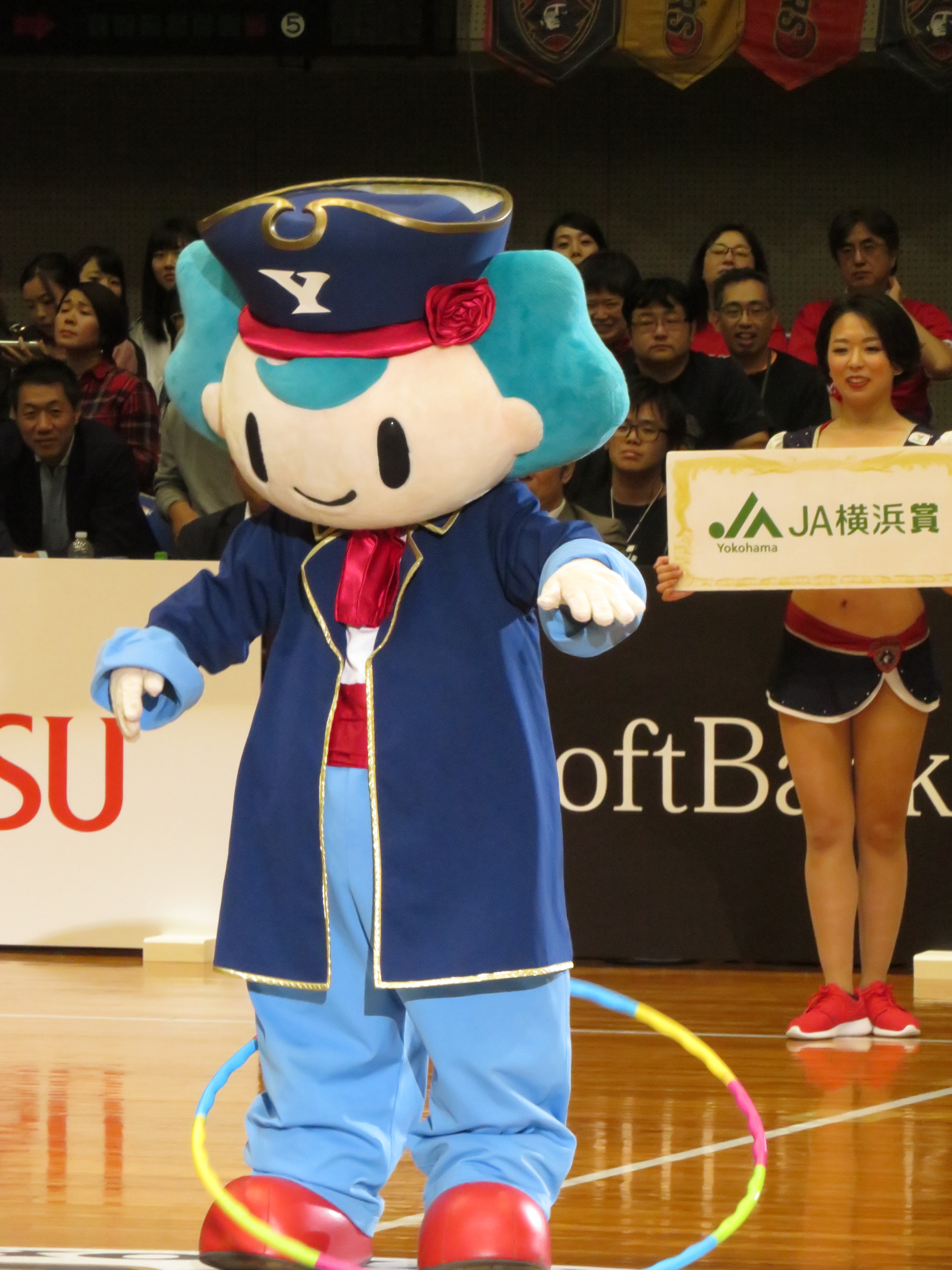
第1回　フラフープ
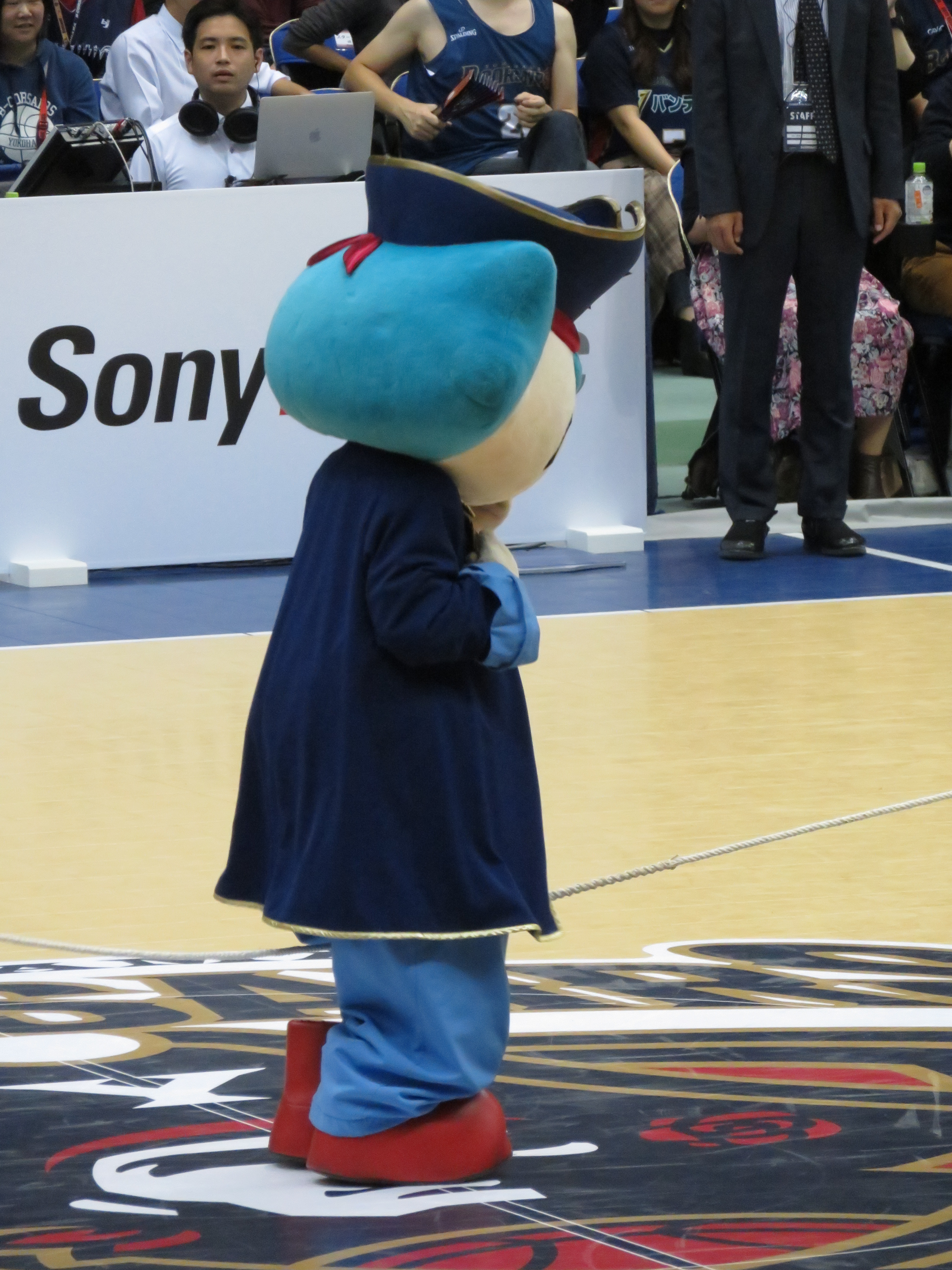
第2回　おおなわ跳び
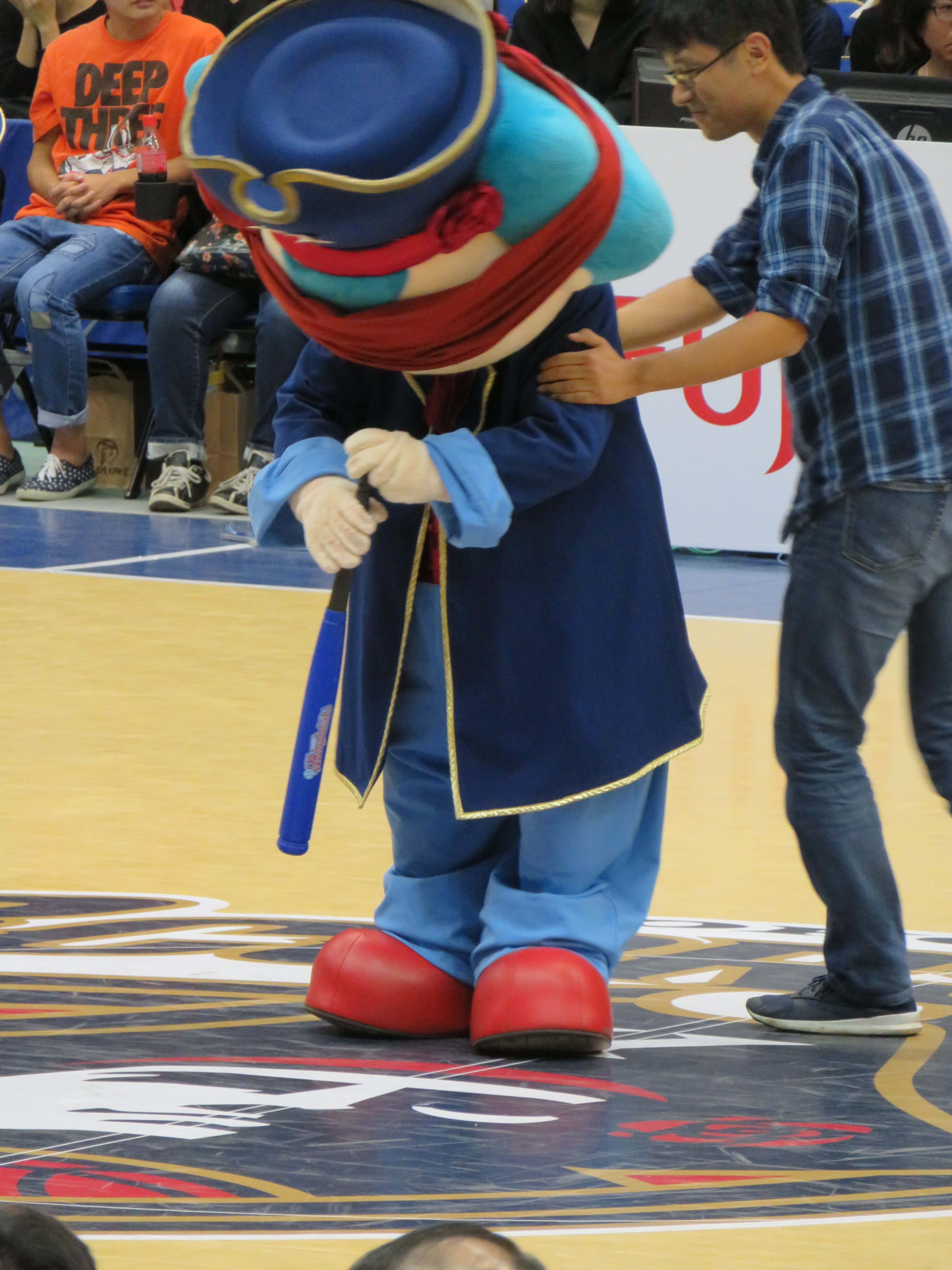
第4回　かぼちゃ割り(1)
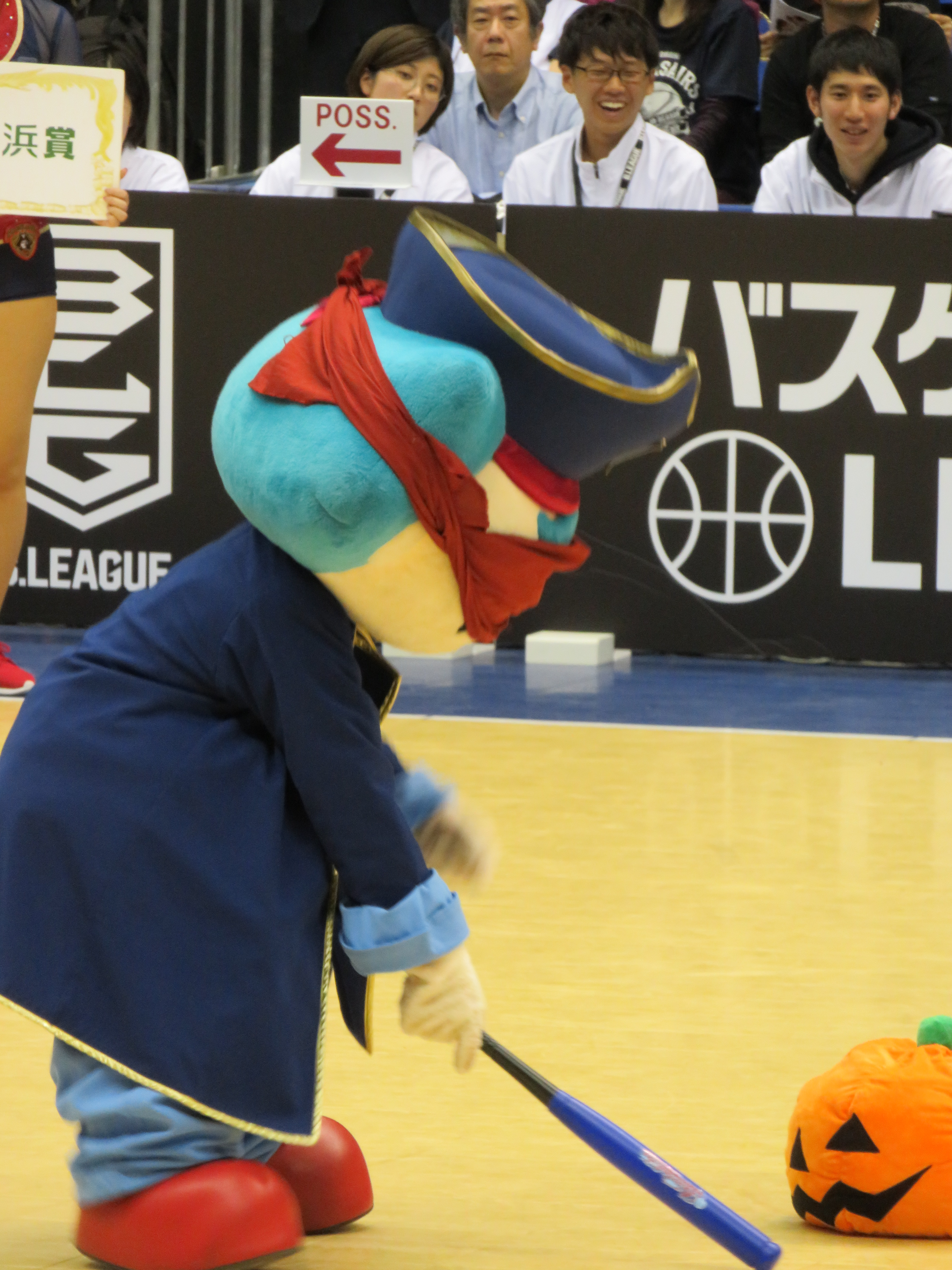
第4回　かぼちゃ割り(2)
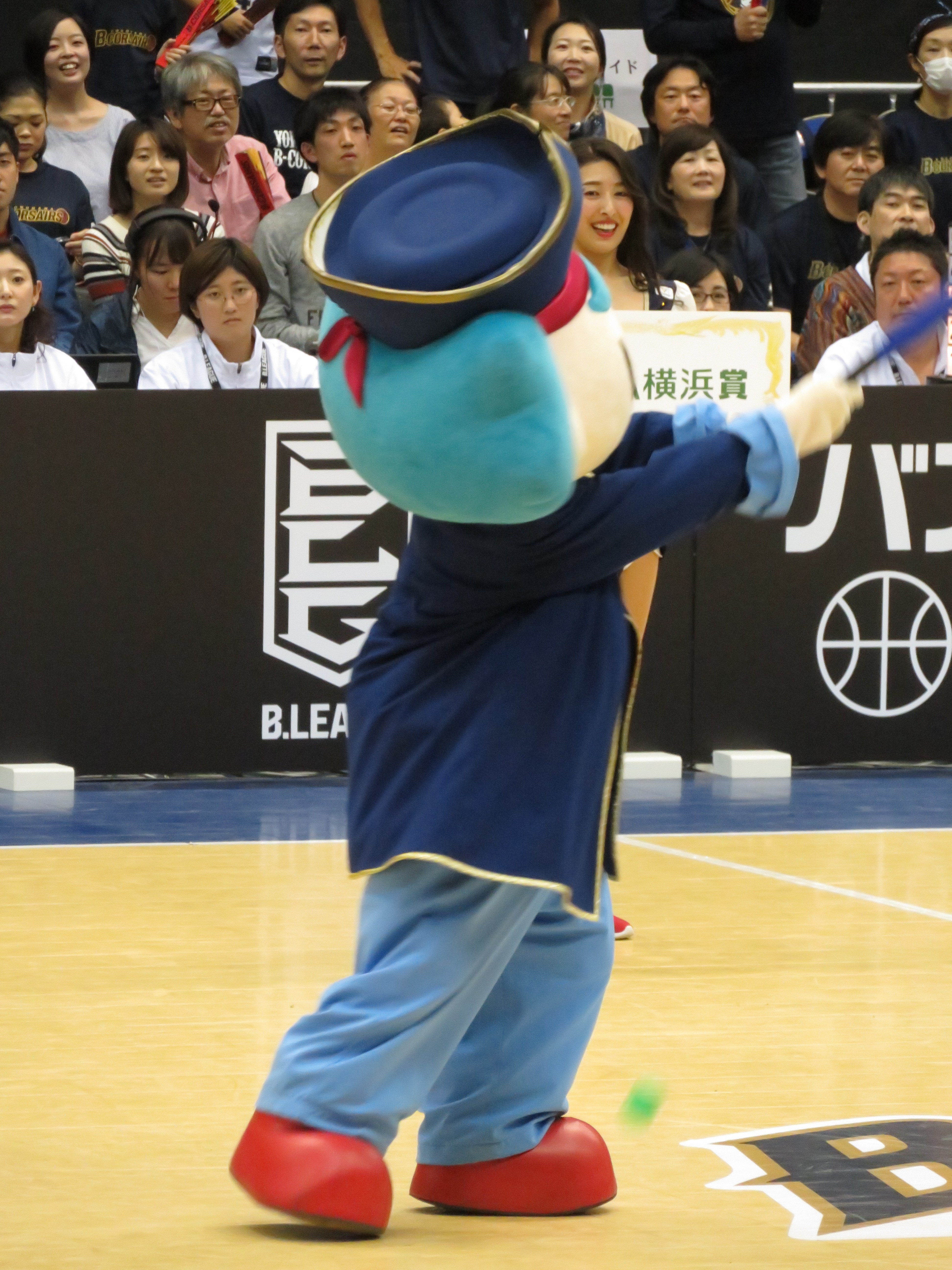
第5回　バッティング
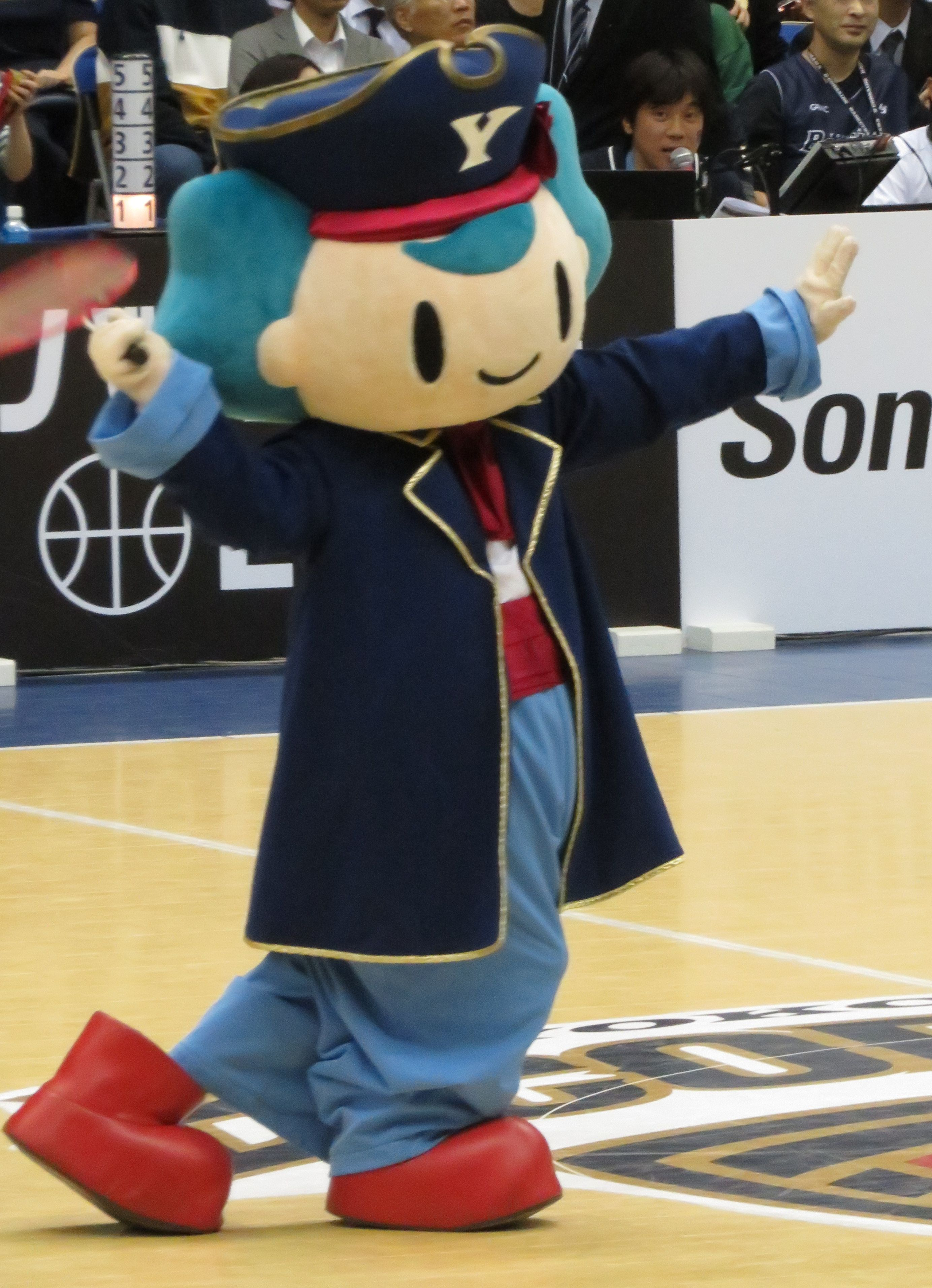
第7回　バドミントン
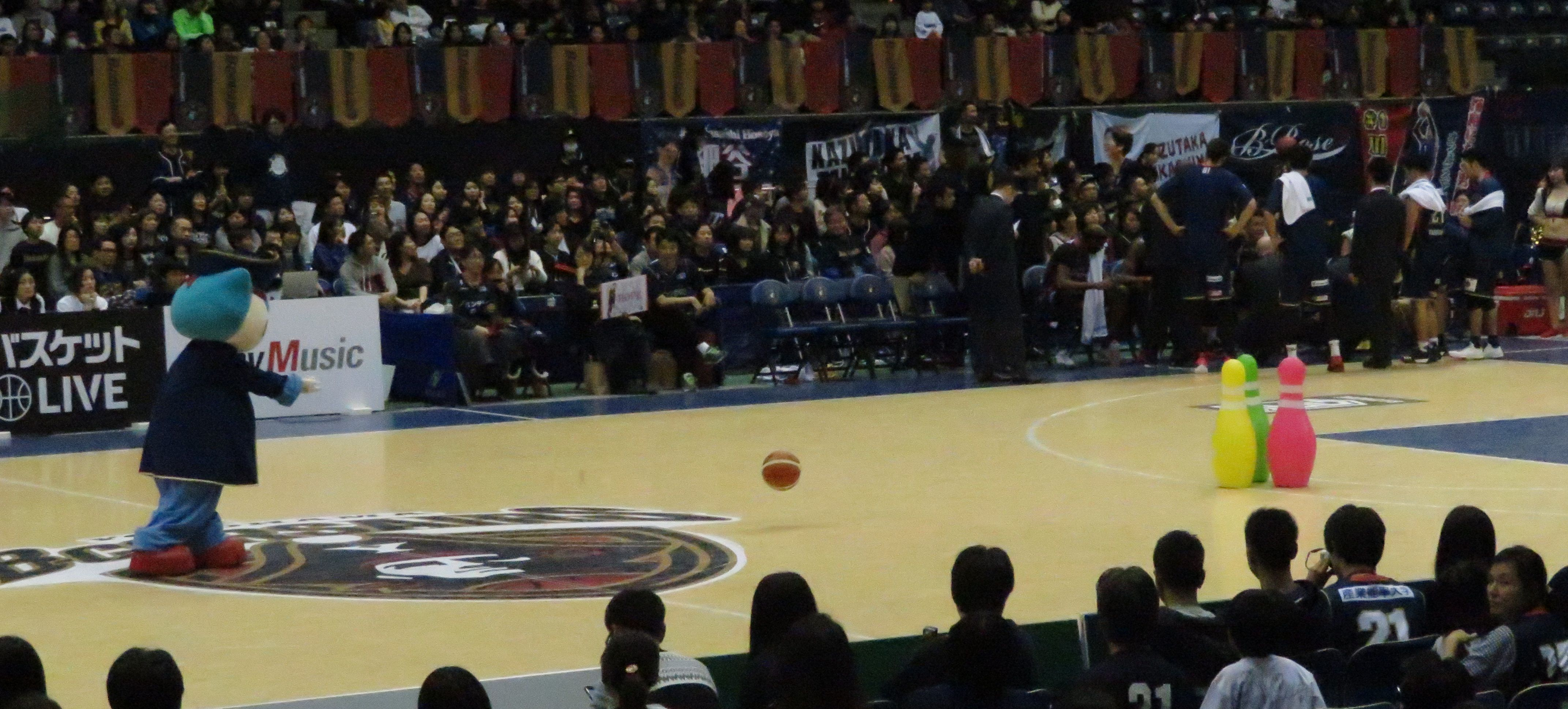
第10回　ボウリング
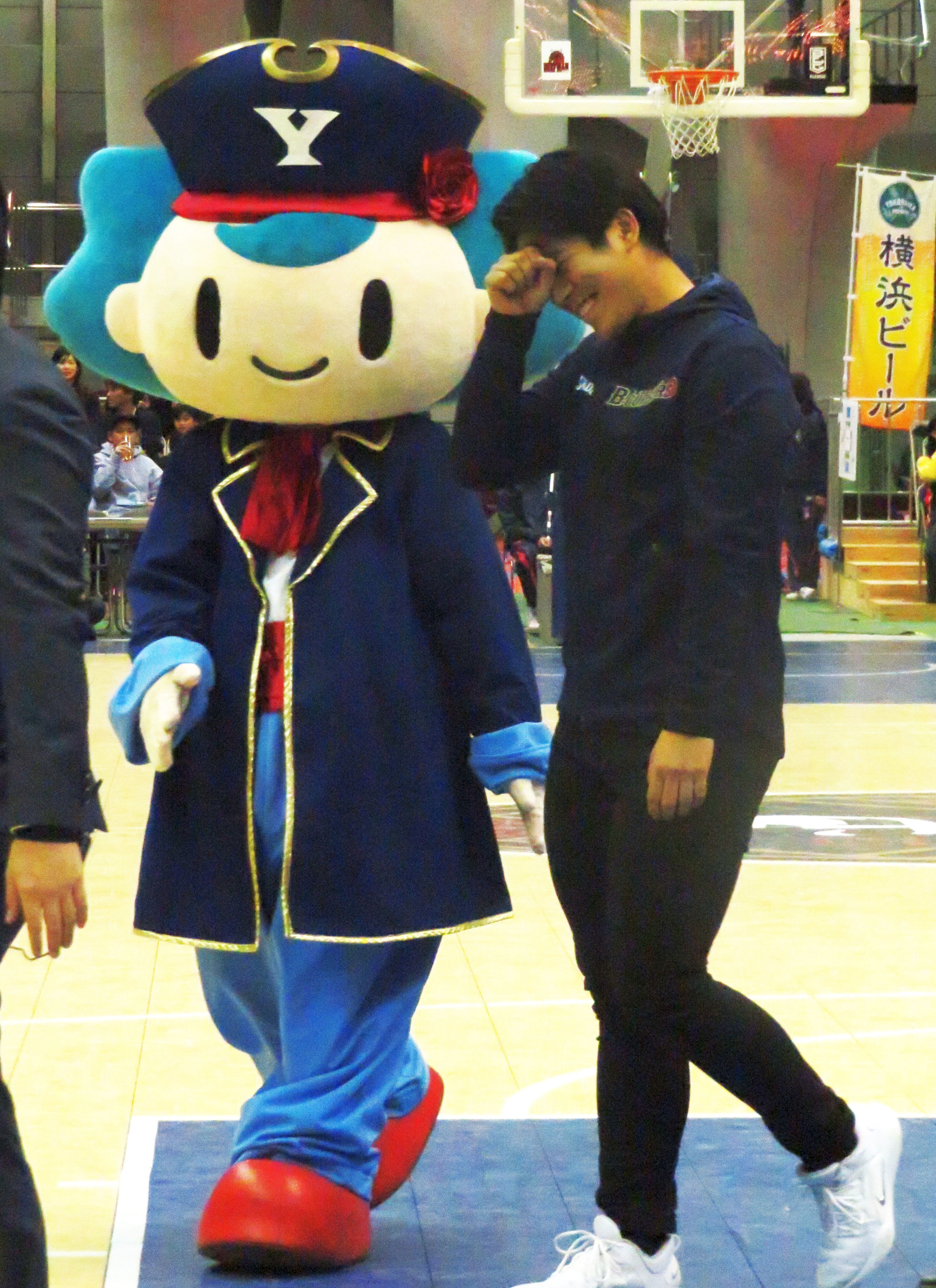
第12回　アシスト
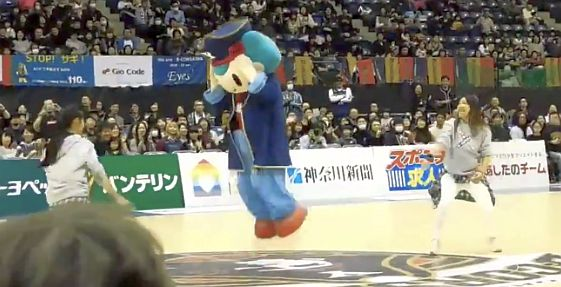
第13回　おおなわ跳び

## ギャラリー

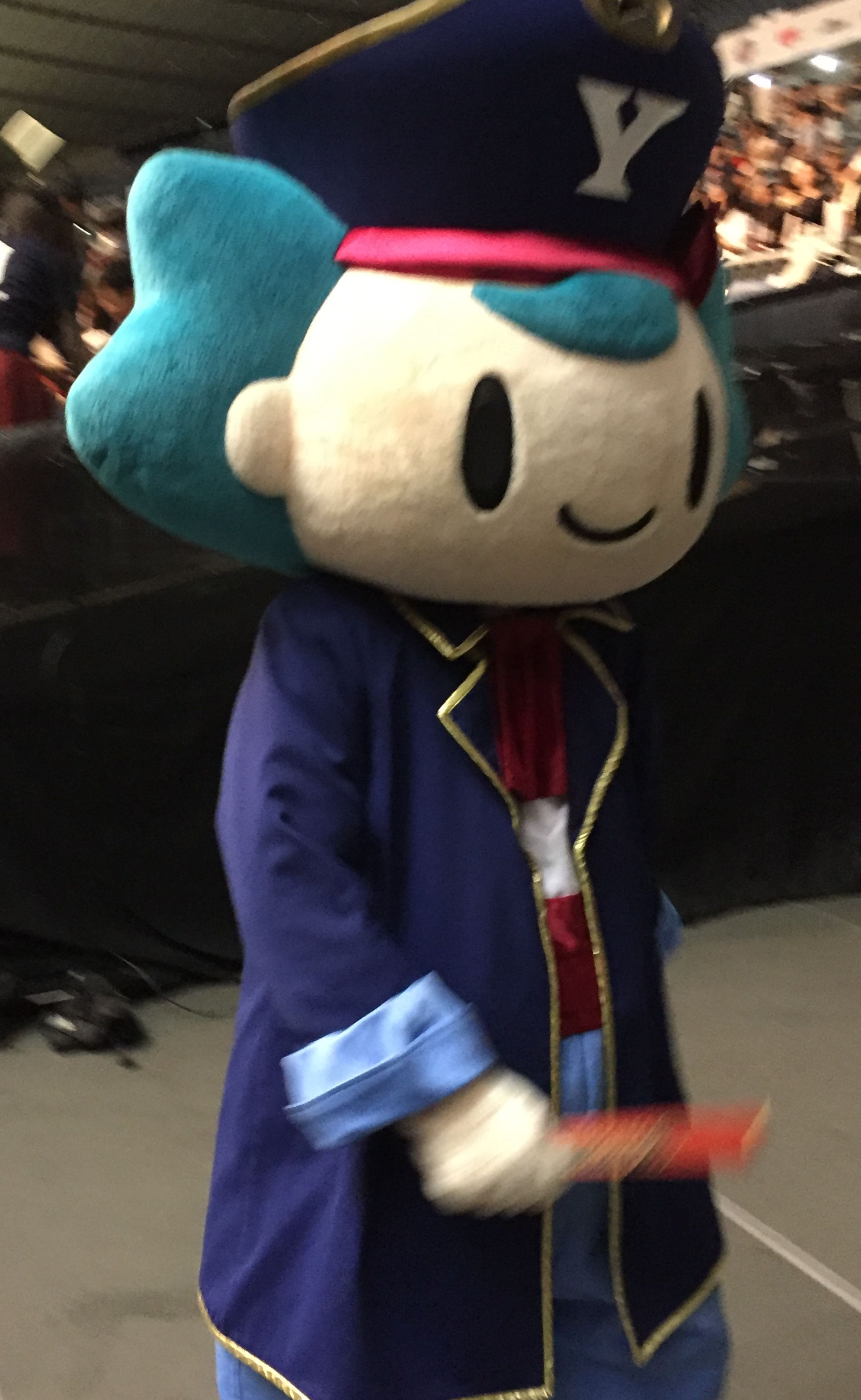
2017年5月28日撮影 代々木第一体育館にて
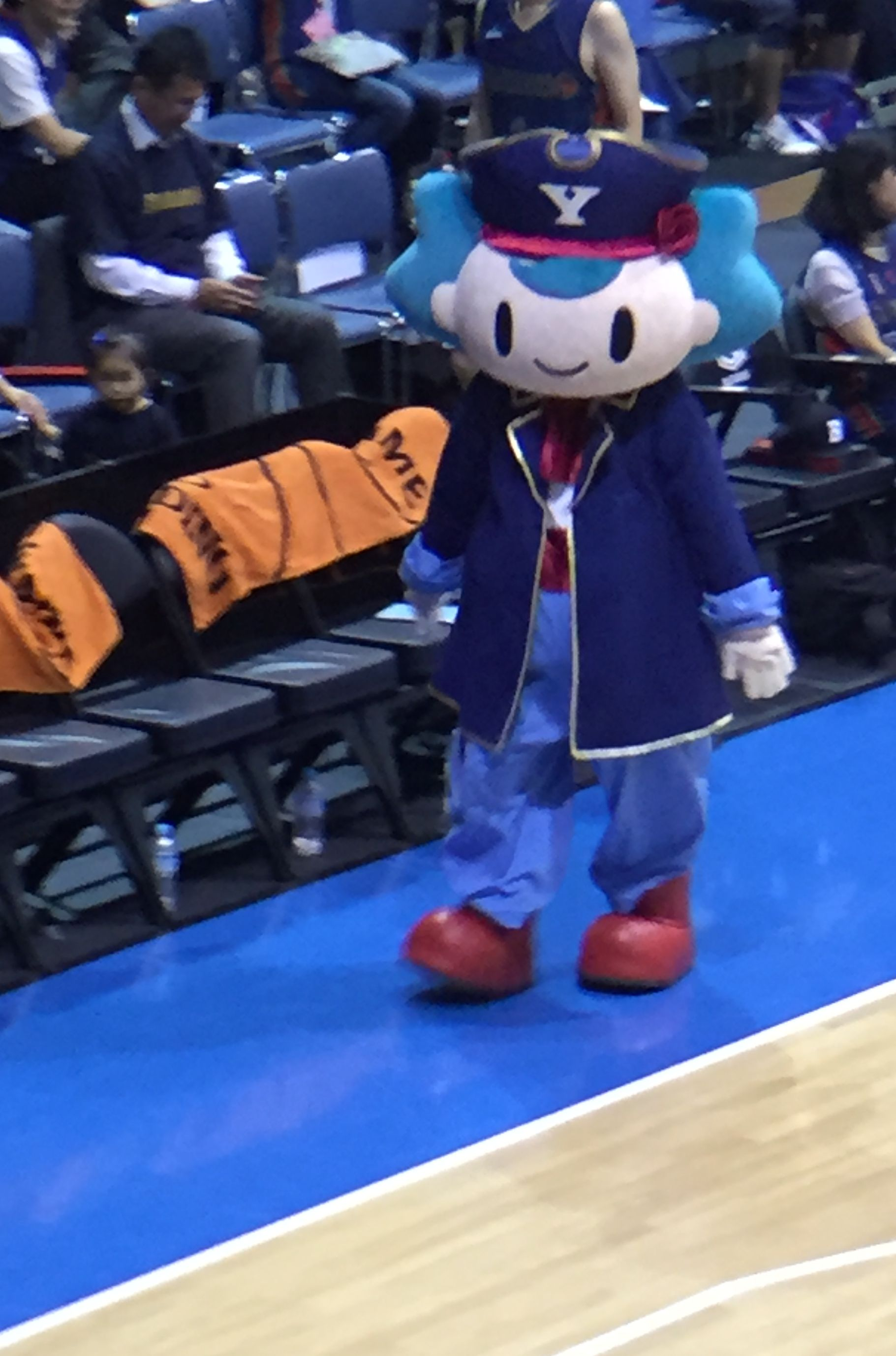
2017年5月19日撮影 代々木第一体育館にて
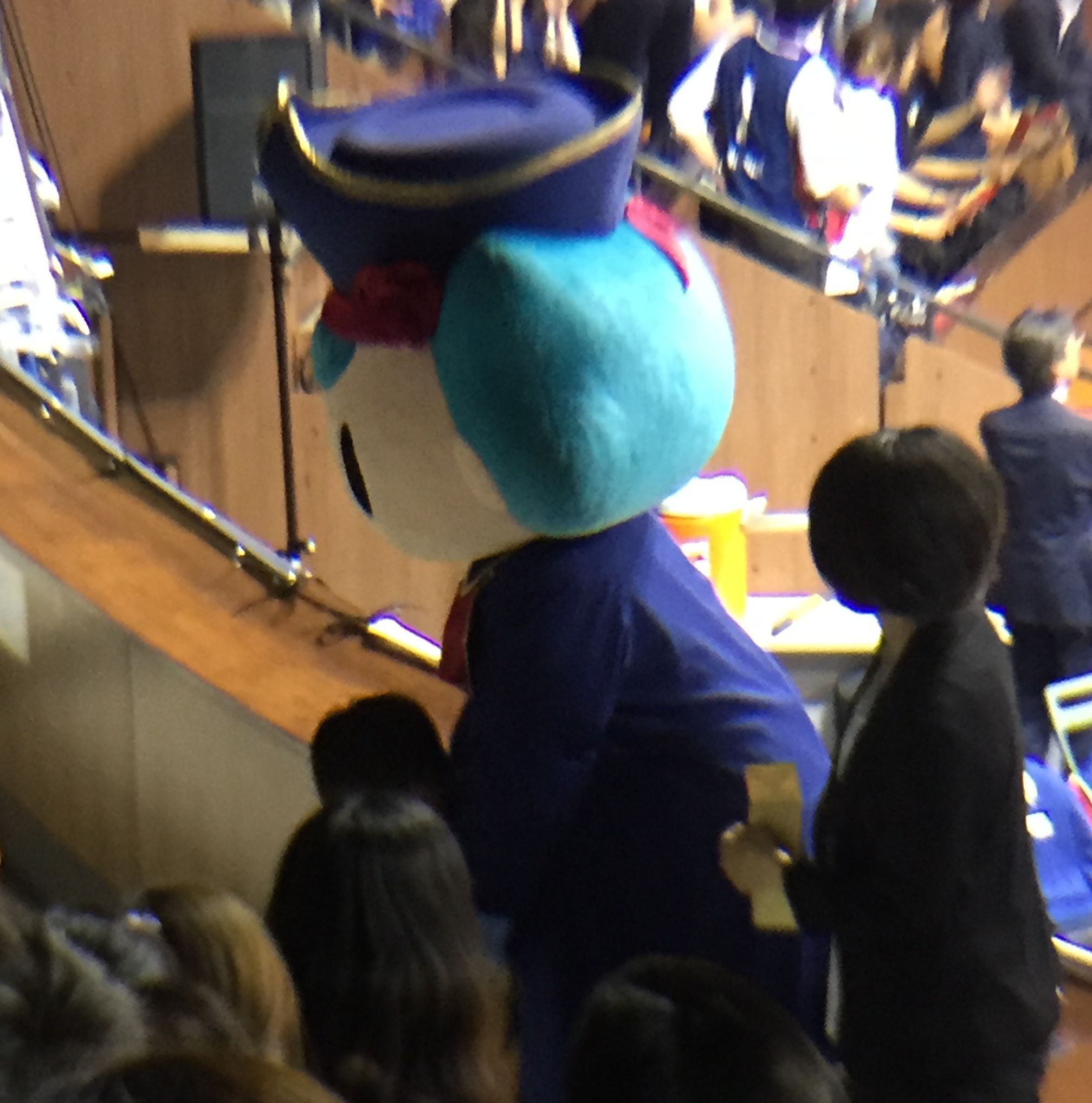
2017年5月19日撮影 代々木第一体育館にて